# История на Башкирия
Историята на Башкирия обхваща района в и около южен Урал, исторически, обитавани от башкирите. Районът е известен с няколко имена.

## Ранна история
Първите селища на територията на съвременна Башкирия са създадени в началото на палеолита. Масовата експанзия, обаче, настъпва по времето на бронзовата епоха с пристигането на хора от Абашевската култура. Те притежават умения в производството на бронзови сечива, оръжия и украси. Те са първите, които се установят за постоянно в региона.
Името „Башкири“ става известно през 9 век. Според Ибн Руст, башкирите са „независими хора, заемащи територии от двете страни на планината Урал между Волга, Кама, Тобъл и нагоре по течението на река Йеик“.
Най-ранният източник, от който е получено географското описание на територията е Махмуд ал Кашгари (1072 – 1074), който включва карта с измерена област, наречена Fiyafi Bashqyrt (Башкирските степи). Въпреки липсата на много географски подробности, на картата се посочва, че башкирите обитават територията, граничеща с Каспийско море и долината на Волга на запад, Урал на северозапад и долината Иртиш на изток, като по този начин дава приблизителна оценка на района. Дори по-рано, през 10 век, Ибн Фадлан споменава „страната на Ал Bashgird“ в своя маршрут и изброява реките, които е трябвало да премине по време на пътуването си.

## Ранна държавност
Не съществува надеждна информация, удостоверяваща началото на башкирската държавност в Южен Урал.
Въпреки това, от работата на Ибн Фадлан, Джовани да Плано Карпини, Вилхелм де Рубрук, башкирската епическа поезия и родословия се предполага, че независимо местно управление е в региона е съществувало преди 13 век.
Когато се говори за този период, Сергей Руденко цитира Абу Зайд ал Балкхи, посочвайки, че западните части на Башкирия са част от Волжка България. З. И. Еникеев посочва, че „... в родословията на башкирските племената bülär, yänäy, meñ и äyle пише, че българските ханове Аидар, Саит, Амир, Салим, Илхам и Габула са техни родоначалници. Еникеев разчита и на друга работа от Кузеев, твърдейки, че Табинското ханство, силно башкирско национално обединение съществува в рамките на Дащ-и Къпчак, Конфедерация на тюркските държави, преди Монголската инвазия.
Унгарският монах Юлиан посочва в свой пътепис, че башкирите имат своя владетел (хан) в 1235 – 1236.

## Въвеждането на исляма
Ислямът над башкирите е въведен от волжките българи, които го приемат през 10 век.
Една от най-ранните останки, свързана с въвеждането на исляма е историческата местност близо до Чишмин, Област Чишмински. Там се намира една скала с арабски надпис, според който Хюсеин-Бек, син на Измер-Бек е бил на това място, когато е починал на седмия ден от месец Мухаррам в 444 г., т.е. 1066 г. сл. Хр.
Също така съществуват данни, според които ислямът е дошъл дойде в Южен Урал от Средна Азия.

## Монголската империя
През 13 век, Башкирия попада под влиянието на Монголската империя. Някои източници, включително Г. Карпин и И. Руденко, съобщават, че тя е завладяна от монголите след падането на Волжка България. И. Руденко казва, че Волжка България е завладяна от монголите през 1129 г., а през 1236 г., според Лев Гумильов, Башкирия.
Според Еникеев башкирските племена, които преди са контролирани от Волжка България, трябва да се обявят за издръжка на Монголската империя. Въпреки това, по-голямата част от башкирските племената доброволно се подчиняват на Монголската империя. Авторите на „История на Башкирия“ твърдят, че това е станало през 1207 или 1208 г., като предполагат, че някои от башкирските са принуждавани.
Самият факт, че башкирската нация оцелява, докато монголите унищожават много други народи, живеещи в близост до тях, предполага, че са съществували специални отношения между завоевателите и средновековните башкири.
През 1294 г., когато Монголската империя се срива, башкирите остават под е ръководството на Златната орда, една от държавите, наследници на монголската.

## Руската империя
След като Златната орда също запада, на територията на съвременна Башкирия е разделена между ханство на Казан и Сибир и Ордата на Ногай.
След като Казан е победен от Иван IV през октомври 1552 г., башкирите се присъединяват към Руската империя. Дали това става доброволно или в резултат на завоевания все още се спори.

### Присъединяване чрез преговори
Според една от версиите, след победата на Иван над Казан, руското правителство призова народите на ханството, включително западните башкири, които са били поданици на Казанското ханство, да станат поданици на руския цар. Съседната Ногайската орда по това време е поразена вътрешни разногласия, вълнения и глад. Населението и мигрира към южните степи и изоставя лагери си; обаче, опасността Ногай да нападне остава. Западните башкири присъединили се към Руската империя, получават пълномощия от царя, потвърждаващи наследствените им права над традиционните им земи, както и за изоставените от Ногай лагери.
Доказан в башкирските легенди, преговорите с представители на руското правителство са предшествани от срещи между башкирите, при която са обсъдени условията и реда за анексията, заедно с които трябва да бъдат изпратени на „Белия падишаха“ башкирски делегати. Руското правителство предвижда подробно описание на условията за анексията, определящо и данъците.
Преговорите за анексирането са ускорени, поради от факта, че казахите започват да вземат от земите на башкирите. През 1555 г. башкирските съвети в централната и южната част на Башкирия изпраща делегации си, искайки от пита руския цар да ги вземе под своя закрила и покровителство. Башкирските родословия съхраняват имената на четирима благородника, които пътували до Казан за преговори: Tatagach-biy (племето Yurmaty), Buranqul-biy (племето Burzyan), Krakujak-biy (племето Qypchaq) и Qanzafar-biy (племето Meñ). Преговорите между башкирките благородници и представителите на руския цар също са удостоверени в руските хроники и засвидетелствани от съвременниците.

### Присъединяване чрез завоевания
В същото време, съществува мнения, главно в Западна историография, които твърдят, че Башкирия не се присъединява към Руската империя по своя воля, а е завладяна. Тази гледна точка е ръководена от американския историк Алтън Донъли, който анализира факторите башкирите да се присъединят към Руската империя и стига до заключението, че Башкирия в действителност е завладяна от руснаците и е превърната във вътрешна колония на Русия. Донъли подчерта факта, че бунтът на башкирите от 1662 – 64 и башкирското въстание от 1704 – 11 г. са причинени главно от нарушенията на руското правителство за реда и условията на предварително договореното между башкирите и руските власти. От това, Алтън Донъли заключава, че Русия е упражнява „империалистическата“ политика в присъединилата се Башкирия.
Руски историци също посочват, че бунтовете на башкирите се дължи главно на факта, че руското правителство нарушава условията, при които Башкирия се е присъединила към Руската империя. Въпреки това, те твърдят, че този факт не може да даде основание за оценки на причините за присъединяването.

### Растеж в рамките на Руската империя
Като се започне от втората половина на 16 век, територия Башкирия започва да се оформя като част от руската държава. През 1798 г. е създадена за духовен съвет на руските мюсюлмани; индикация, че имперското правителство признава правото на башкири, татари и други мюсюлмански народи да изповядват исляма и да извършват религиозни ритуали. Уфимската губерния, центрирана в Уфа, е сформирана през 1865 г. – още една стъпка към териториална идентификация.

## Съветската ера
След революцията в Русия, Автономна Башкирия първоначално е създадена като Малка Башкирия. По време на съветския период, на Башкирия е предоставена голяма автономност. Административната структура на Башкирия се основава на принципи, подобни на тези на други автономни републики на Русия.
Добивът на суров петрол в Башкирия започва през 1932 г. В края на 1943 г., са открити големи находища на суров петрол. По време на Втората световна война, Башкирия се превръща в един от най-големите райони на Съветския съюз, за да се настанят заводите и фабриките евакуирани от Западна Русия и големи маси от хора, както и за снабдяваме на страната с оръжия, гориво и храни. След края на войната, голям брой индустрии са доразви там като минното дело, машиностроене и особено нефтопреработвателната промишленост. Башкирия се превръща в солидна основа за по-нататъшния икономическия растеж на всички европейски отдалечени територии на Русия.

## Модерна Башкирия
На 11 октомври 1990 г. Върховният съвет на Републиката приема Декларацията за държавен суверенитет на Съветска Башкирия. На 25 февруари 1992 г. Съветска Башкирия е преименувана на Република Башкирия.